# Naupoda hemiptera
Naupoda hemiptera är en tvåvingeart som beskrevs av Frey 1932. Naupoda hemiptera ingår i släktet Naupoda och familjen bredmunsflugor.
Artens utbredningsområde är Ghana. Inga underarter finns listade i Catalogue of Life.